# Hartwood (North Lanarkshire)

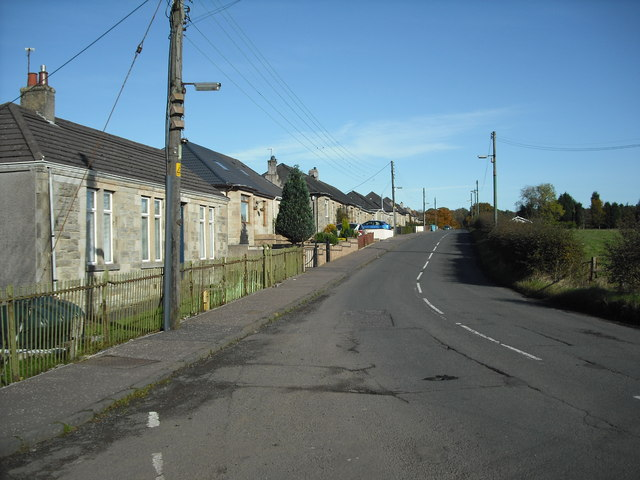
Cottages in Hartwood

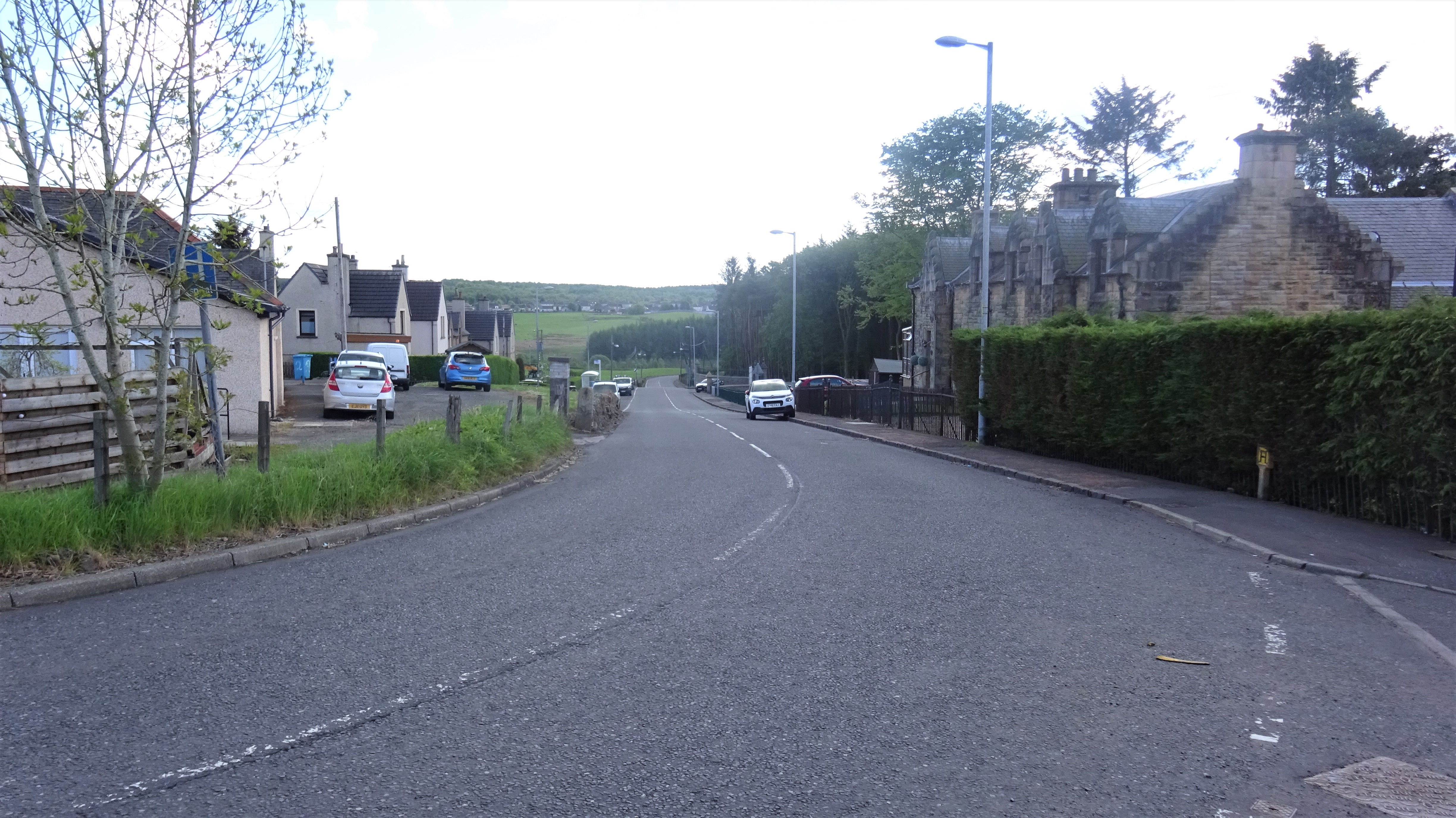
Straße in Hartwood, Blick nach Süden

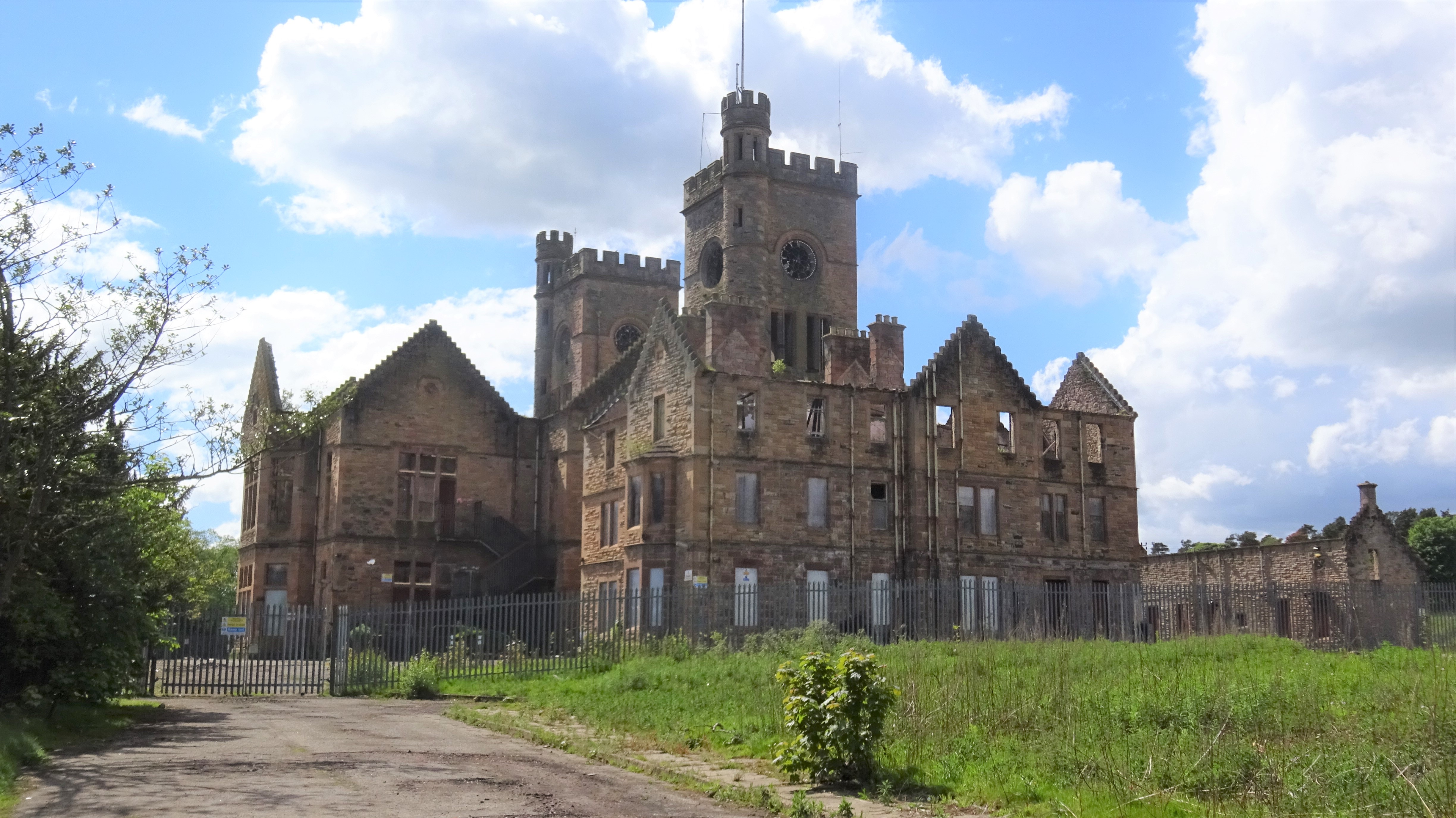
Ruine des Hartwood Hospitals

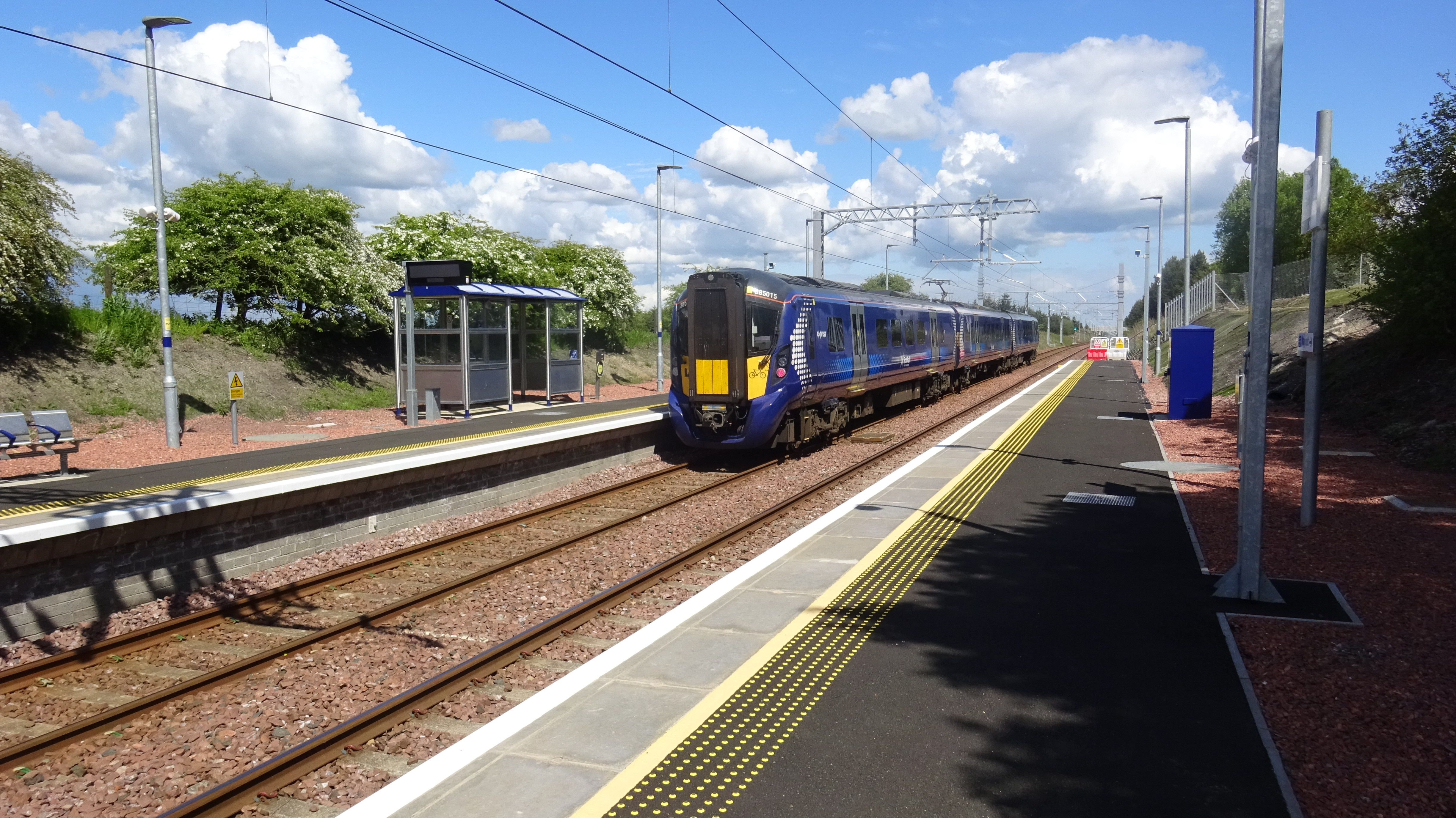
Bahnhof Hartwood, Blick nach Osten

Hartwood ist ein Dorf, das östlich von Glasgow in der Council Area North Lanarkshire in Schottland liegt.

## Geographie
Hartwood liegt im Westen der Central Lowlands in einer flachwelligen, teilweise bewaldeten Landschaft. Dörfer in der Nähe sind Allanton, einen Kilometer im Süden, und Shotts, zwei Kilometer im Nordosten. Hinzu kommen die kleineren Ortschaften Bowhousebog im Südosten und Allanbank im Südwesten.

## Historisches
Im Rahmen der historischen Gliederung Schottlands in Parishes zählte Hartwood zu Shotts, das zu Lanarkshire gehörte. Nach dessen Auflösung wurde es mit Allanton zur Gemeinde (Community Council Area) Allanton and Hartwood zusammengeschlossen.
Seit den 1890er Jahren gab es mit dem Hartwood Hospital südwestlich des Ortes ein Psychiatrisches Krankenhaus. Nachdem es 1998 geschlossen worden war, verfielen die meisten Gebäude, unter anderem durch Brände. Sowohl die Hauptgebäude als auch das Wohnhaus von Krankenschwestern sind als Listed Building in der Kategorie C ausgewiesen worden.

## Verkehr
Seit 1889 gibt es in Hartwood einen Bahnhof an der Strecke, die Glasgow mit Edinburgh verbindet.